# Cristoforo Canozzi

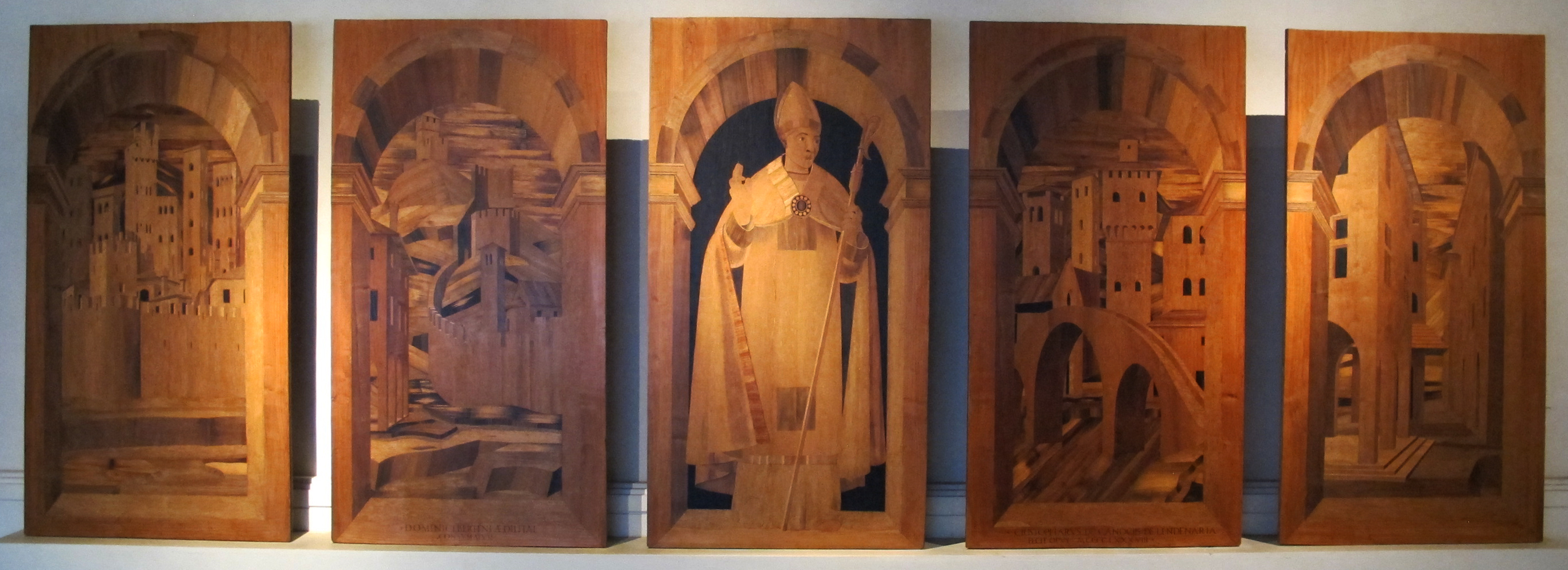
Ante di bancone, 1484-1488, da sagrestia del duomo, Lucca

Cristoforo Canozzi, noto anche come Cristoforo da Lendinara o Cristoforo Genesini (Lendinara, 1426 circa – dopo il 1477), è stato un pittore italiano del Rinascimento.

## Biografia
Sia lui che il fratello maggiore Lorenzo erano pittori, mosaicisti, modellisti in terracotta, intagliatori di legno e stampatori di libri. Operarono a Modena e a Padova. Cristoforo realizzò una Vergine con Bambino e una Crocifissione con i Santi Girolamo e Francesco ora nella Galleria di Modena, (1482).